# Matangi (Nouvelle-Zélande)
Le village de Matangi est une localité du district de Waikato, située sur le bord est de la ville d’ Hamilton dans l’Île du Nord de la Nouvelle-Zélande.

## Situation
La ville est limitée au nord-ouest par la cité d’Hamilton, à l’ouest par celle de Riverlea.
Elle est limitée au sud par le fleuve Waikato, au sud-est par le district de Waipa, au sud-ouest par la localité de Tamahere

## Installations
Elle est entourée de nombreuses exploitations agricoles, mais le centre du village comprend l’école, un garage, un supermarché Four Square (en), une vente à emporter et un café, Matangi Hall, St David’s church et “ Matangi recreation reserve” .

## Démographies
Matangi bénéficie de trois unités de recensements.
| année | Population | foyers | revenus moyens |
| ----- | ---------- | ------ | -------------- |
| 2001  | 1,557      | 489    | $22,300        |
| 2006  | 1,791      | 597    | $29,100        |
| 2013  | 2,157      | 735    | $38,200        |

## Géologie
La zone s’étendant sur le secteur de Matangi forme l’angle du “ Komakorau Bog” et la plaine alluviale de Waikato constituée de sable et de graviers.

## Flore

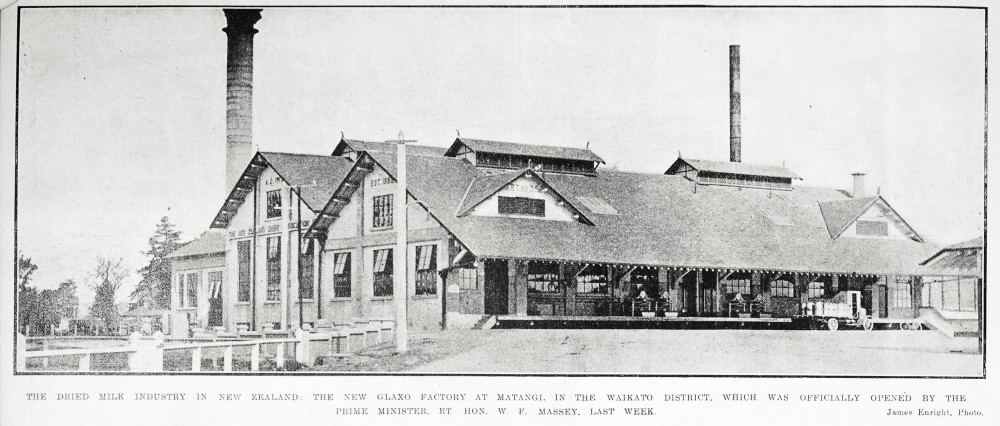
La nouvelle usine Glaxo de Matangi en 1919
photo

La végétation naturelle devait être constituée principalement de bush formé de totara, matai, rimu, kahikatea, titoki (en), tawa, et rewarewa.
Mais en fait, il n’en reste virtuellement rien .

## Marae
Le  marae  nommé “Te Iti o Hauā”, des Ngāti Haua (en), des Ngāti Paretekawa (en) et Ngāti Ngutu (en), est situé à 3 km à l’est de la ville de Matangi sur ‘Tauwhare Rd’.
Ce marae nommé : Te Iti a Hauā Marae ou Tauwhare Marae, est le lieu de rassemblement des Ngāti Hauā (en) de l'hapū des Ngāti Te Oro (en), Ngāti Te Rangitaupi (en), Ngāti Waenganui (en) et des Ngāti Werewere (en) et est affilié avec les Waikato Tainui.
Il comprend la maison de rencontre nommée : Hauā meeting house.
En octobre 2020, le gouvernement de la Nouvelle-Zélande a débloqué : $734,311 à partir du fonds de croissance provincial (en) pour mettre à niveau le marae et 4 autres marae des Ngāti Hauā, créant ainsi 7 emplois.

## Histoire
Les propriétaires initiaux perdirent l’essentiel de leurs terres lors de la confiscation des terres (en) ou bien ils les vendirent, à la suite des guerres maories de 1860.
En 1884, la ligne de chemin de fer de la branche de Cambridge (en) ouvrit avec une gare au niveau de la ville de Tamahere, renommée Matangi en 1906.
Une crèmerie ouvrit en 1885, puis la fabrique de fromage et, en 1917, elles fusionnèrent pour former la New Zealand Dairy Association Group.
D’autres fusions suivirent et en 1919, à la suite du Dairy Industry Restructuring Act 2001 (en), la New Zealand Co-operative Dairy Company Ltd ouvrit sa nouvelle usine pour produire du lait en poudre pour la société Glaxo.
À cette époque, c’était la plus grande du pays, capable de traiter jusqu’à 25 000 Unité « impgal » inconnue du modèle {{Conversion}}. ( l) par jour.
C’était les plus anciens clients du Central Waikato Electric Power Board (en) en 1921, alors que seulement 12 ménages locaux étaient aussi connectés au réseau.
À partir de 1919, et jusqu’à sa fermeture en 1987, l’usine de laiterie de Matangi produisait aussi du lait en poudre et du fromage.
De fait, d’autres voies de garage du chemin de fer furent ajoutées tout le long avec un chef de station et une équipe de maintenance.
En 1902, le bureau de poste de Matangi ouvrit et, en 1906, un service du télégramme fut ajouté, puis l’école en 1910, une cour des marchandises, un magasin de vrac et un hall pour la communauté suivirent.
Après la fermeture de la laiterie, le bureau de poste et les échanges par le téléphone furent aussi fermés .
Plus récemment, les règles de disponibilité des lotissements ont changé au niveau de Matangi, passant d’une communauté rurale en une zone résidentielle rurale en développement pour les besoins de la banlieue d’Hamilton .

## Éducation
L’école de Matangi a été ouverte en 1910, avec 141élèves et 6 enseignants . Elle a actuellement un effectif de 206 élèves  en Novembre 2022